# Lobby des banques
Le lobby des banques fait référence à des représentants de diverses entreprises et organismes, cherchant des conditions favorables auprès des gouvernements pour les grandes banques et autres sociétés de services financiers par le biais de groupes de pression et de plaidoyer.
Le lobby bancaire s'oppose généralement à une réglementation gouvernementale plus stricte des marchés financiers, tout en insistant sur l'importance des banques dans l'économie. Certains[Qui ?] craignent toutefois de rechercher des termes qui n'améliorent pas nécessairement la performance de l'économie dans son ensemble, mais qui ne profitent qu'aux grandes banques.
Aux États-Unis, les industries de l'immobilier et des assurances ont rapporté ensemble 6,8 milliards de dollars entre 1998 et 2011, beaucoup plus que tout autre secteur de lobbying. Comme le secteur bancaire détient d'importantes réserves de liquidités, il dispose de fonds pour fournir à ses représentants des groupes de pression afin d'influencer les décideurs politiques à Washington. Certains s'inquiètent que cela puisse conduire à ce que la nouvelle politique soit véritablement en faveur des banques[réf. nécessaire]. 
Aux États-Unis, la Financial Services Roundtable est l'organisation la plus connue dans le lobbying auprès des banques, avec des membres issus des 100 plus grandes banques et sociétés financières. La mission du groupe est de "protéger et promouvoir la vitalité économique et l'intégrité de ses membres et du système financier des États-Unis". Tim Pawlenty, président et directeur général de la Table ronde sur les services financiers, nommé en 2012, est un homme politique bien établi qui avait l'intention de se présenter aux élections présidentielles américaines de 2012.

## Europe
Dans l'Union européenne, le secteur financier dépense plus de  €120 million par an en lobbying à Bruxelles, siège d'importants départements de l'UE comme la Commission européenne et ls CSEE, en employant plus de 1700 lobbyistes. Un rapport de 2014 a trouvé que 75% des groupes d'experts siégeant à la Commission européenne pour conseiller la législation ont des liens directs avec le secteur financier.